# 南極座ω
南極座ω，又名CP-84 490，HD 131596、SAO 258717、HR 5557，是南極座的一颗恒星，视星等为5.91，位于銀經306.17，銀緯-22.82，其B1900.0坐标为赤經14h 49m 21.9s，赤緯-84° -22.82′ 39″。